# Half Japanese
Half Japanese est un groupe américain d'art punk, originaire d'Ann Arbor, dans le Michigan.

## Biographie
Le groupe est formé par les frères Jad et David Fair entre 1975 et 1977. Tout comme The Shaggs, les frères Fair sont des musiciens autodidactes et profondément non conventionnels. Leur son cru et dur oscille entre naïveté d’amateur et expérimentation d’avant-garde. Leurs chansons étranges parlent de monstres et de surnaturel (influencés par les films de science-fiction), en plus de thèmes plus conventionnels. Ils disaient d’ailleurs que leurs chansons étaient des « chansons d’amour ou chansons monstrueuses ».
Entre 1990 et les années 2010, et encore actuellement, le combo de base est le même, c'est-à-dire John Sluggett à la guitare, Mick Hobbs à la guitare, Jason Willett à la basse et Gilles-Vincent Rieder à la batterie. On compte parmi les fans d’Half Japanese, Penn Jillette qui les aide à sortir certains de leurs albums sur son label 50 Skidillion Watts, puis plus tard Kurt Cobain qui les prit en première partie pour sa tournée de 1993. Avec le temps, David Fair devint moins impliqué, quittant finalement le groupe pour se marier. Jad Fair convia alors d’autres musiciens qui contribuèrent à former un son plus cohérent et plus organisé. Parmi ceux-ci des collaborateurs réguliers comme Mark Jickling et Don Fleming et des invités prestigieux comme Moe Tucker, Fred Frith ou John Zorn. Par ailleurs, Jad Fair a enregistré plusieurs albums avec Daniel Johnston.
L’histoire et l’influence du groupe ont été relatées en 1993 dans le documentaire de Jeff Feuerzeig : Half Japanese: The Band that Would Be King.
En 2011, le groupe tourne en Europe et comprend Jad Fair, John Sluggett, Jason Willett et Gilles-Vincent Rieder. Une fois par an, David Fair se charge du ShakeMore Music Festival de Westminster, dans le Maryland. Le batteur Rick Dreyfuss décède le 14 mars 2013, et est remplacé par Skizz Cyzyk et Chris « Batworth » Ciattei du groupe Go Pills. En octobre 2013, les membres John Sluggett, Gilles-Vincent Rieder, Mick Hobbs, Jason Willett, et Jad Fair, tournent avec Neutral Milk Hotel. En 2014, un nouvel album, Overjoyed, est publié au label Joyful Noise Recordings.

## Discographie

### Albums studio
- 1980 : Half Gentlemen/Not Beasts
- 1981 : Loud
- 1983 : Horrible
- 1984 : Our Solar System
- 1984 : Sing No Evil
- 1986 : Big Big Sun
- 1987 : Music To Strip By
- 1988 : Charmed Life
- 1988 : Velvet Monkeys
- 1989 : The Band That Would Be King
- 1990 : We Are They Who Ache with Amorous Love
- 1993 : Fire In the Sky (mit Maureen Tucker)
- 1995 : Hot
- 1997 : Bone Head
- 1997 : Heaven Sent
- 2001 : Hello
- 2014 : Overjoyed
- 2015: Perfect
- 2017 : Hear the Lions Roar
- 2018: Why Not
- 2019: Invincible

### EP
- 1989 : Real Cool Time/What Can I Do/Monopoly
- 1991 : 4 Four Kids
- 1991 : Eye of the Hurricane/Said and Done/U.S. Teens are Spoiled Bums/Daytona Beach
- 1991 : Postcard

### Singles
- 1977 : Half Alive
- 1977 : Calling All Girls
- 1978 : Mono/No No
- 1981 : Spy/I know how it Feels…Bad/My Knowledge Was Wrong
- 1988 : U.S. Teens Are Spoiled Bums
- 1990 : T For Texas/Go Go Go Go
- 1991 : Everybody Knows, Twang 1

### Albums live
- 1984 : 50 Skidillion Watts Live
- 1994 : Boo: Live in Europe 1

### Compilations
- 1993 : Best of Half Japanese
- 1995 : Greatest Hits
- 1995 : Best Of Half Japanese Vol. 2
- 2004 : Loud and Horrible